# Château des Echardières
Le château des Echardières est un château situé sur la commune de La Flocellière, dans le canton des Herbiers en Vendée.

## Historique
Roch-Sylvestre Grignon de Pouzauges, comte de Grignon, est né le 17 juin 1775 dans le château des Echardières et est nommé en août 1799 commandant de l'armée catholique et royale du centre par le comte d'Artois.
Les façades et toitures du château sont inscrites au titre des monuments historiques en 1972.